# Власинско језеро
Власинско језеро је акумулационо језеро на југоистоку Србије са површином од 15  и дубином до 35 m. Језеро се налази на подручју општине Сурдулица. Језеро се налази на 1.204 m (средњи ниво) надморске висине. На обалама језера смештена су три села: Власина Округлица, Власина Рид и Власина Стојковићева. Власинско језеро је образовано у раздобљу 1949—1954. године.

## Историјат
На месту где се данас налази Власинско језеро у прошлости се налазила тресава, позната као Власинско блато, са шеваром, трском и само местимичним воденим површинама, из које је извирала река Власина.
Историјски записи који спомињу Власинску висораван потичу још од 18. века под називом Власинско блато или Власинска тресава због нагомиланог тресета и блата насталог спирањем речних токова. На тај начин је у кањону дугом 20 km створена мочвара која је на појединим местима била испуњена живим песком.
Изградња језерске бране трајала је од 1946. до 1949. године на положају некадашњег Власинског блата. Језеро је почело да се пуни 9. априла 1949. године, да би 1954. достигло пуни капацитет - 165 милиона кубних метара воде.
После изградње језера трећина језера је била под „пловећим острвима“, заправо деловима тресета, који се откинуо са новообразованог дна језера. У почетку су дата острва наменски везивана за обалу, да би се од средине 1970-их година уочила њихова јединственост. Данас постоји неколико „пловећих острва“.

## Географија
Власинско језеро је акумулационо језеро са површином од 15  и дубином до 35 m. Оно је окружено планинама Плана, Грамада, Варденик и Чемерник и налази се на 1.213 m надморске висине. Боја воде варира од сиво плаве поред обале до затворено плаве на средини језера, са зеленим приобалним површинама даје посебан колорит власинском пределу.
У језеро сваког минута притиче два кубика воде првог квалитета. Реке Власина, Јерма, Божичка река, Лисинска река, Љубатска река, Стрвна, Чемерчица са својим притокама (око 110 укупно) чине слив језера (неке од њих су вештачки у сливу језера, тј. цевима се вода успиње на вишу висину).
Брана језера је на некадашњем току реке Власине и од земље је. Висина бране је 34,43 m (од тога изнад терена 25,7 m), дужина у темељу 239 m, а у круни 139,28 m, док је ширина 5,5 m у круни. У брану је уграђено око 330 хиљада кубика земље. Узводна страна је обложена каменим блоковима, а низводна направљена са четири каскаде и потпуно је затрављена. Језеро је дужине 9 km, максималне ширине 3,5 km, највеће дубине 35 m, површина му је 16,5 km². Према надморској висини, убраја се у највише акумулације на Балкану. При највишем водостају, ниво језера достиже коту 1213,8 m надморске висине. Иначе, средњи годишњи ниво језера је 1204 m надморске висине.
Канали којима притиче вода са околних река и потока, сливова Власине и Лисине, дугачки су укупно 60,3 km. Канал „Чемерник“, који захвата воду са Чемерчице и кроз тунел је доводи до бране, дуг је 14,8 km, канал који доводи воду реке Стрвне, испод Плане, 16 km, онај са Јерме 7,5 km и са Божице 22 km. Каналом „Стрвна“ годишње дотиче око 10 милиона кубних метара воде, Каналом „Чемерник“ око осам милиона кубика воде, каналом „Јерма“ три милиона кубика и каналом „Божица“ око 15 милиона кубика воде. Поред тунела „Чемерник“ (1 km), ту су и три тунела којима притиче вода са Божице, односно Лисине (укупно 3,5 km).

### Острва
Језеро има два „стална или непокретна“ острва - Страторију и Дуги дел. Страторија је била острво и у Власинском блату, док је Дуги дел био полуострво пре изградње бране. Власинско језеро је познато по плутајућим острвима, која временом мењају свој положај, а настала су од подводног биљног света израслог на тресету, који се у великој парчади откинуо са дна језера и испловио. На неким острвима потом су израсле врбе и брезе, дрвеће особено за власински крај.
Власинско језеро оивичава заталасана висораван у виду ћилима ишараног ливадама, пашњацима и шумама које крију разноврстан биљни и животињски свет, док језеро надвисују планински масиви, на чијим падинама је груписано шездесетак власинских насеља (заселака, овде „махала“) између којих теку бистри потоци и речице са шумовитим клисурама. Од планина које окружују језеро посебно се издвајају Чемерник, Плана и Варденик.

## Створени услови
Од насељених места пре изградње бране била су највећа Власина Рид (дуго време општинско средиште), Власина Округлица и Власина Стојковићева. Данас су многи власински засеоци, почев од саме бране, па до Промаје, постали викенд насеља која су често неплански грађена, али ипак су у већем делу лепо уређена и у складу са природом.
Власина данас има недовољан број туристичких објеката и капацитета у односу на њен значај и могућност развоја, и у односу на интересовање потенцијалних гостију. Ако се има у виду да је до врха Чемерника (1638m) само блага стрмина, као што је и према Колуници и Плани, онда је невероватно да то још увек није нимало искоришћено.

## Културни споменици
Подручје Власинског језера одликује се и значајним културним споменицима и етнографским вредностима, као што су:
- Црква Светог Илије на Власина Риду,
- Манастир у Паљи,
- Црква у Божици,
- Клисура (Сурдулица)
- Црква Светог Николе у Црној Трави
- Црква Светог Пантелејмона у Броду, селу код Црне Траве
- Кула у Клисури
- Црква у Клисури
- Црква у Колуници
- Црква Светог апостола Петра у Рупљу

Посебни културни споменици у близини језера су манастир у Паљи и цркве у Божици, Клисури и Црној Трави као и Кула у Клисури.

## Природне лепоте
Природне лепоте и реткости овог подручја које чине: планине, клисуре, водопади, извори, реке, флора и фауна, као и благонаклони утицај климе и тишина планинске природе чине ово место идеалним за боравак у различитим периодима године. Због ових одлика подручја у току су истраживања Завода за заштиту природе ради заштите овог подручја као парка природе.
- Жутаирца
- Црна рода

## Риболов
Власинско језеро је богато гргечом, кленом, сомом, шараном, белим амуром и пастрмком.

### Рибљи фонд
Власинско језеро је до пре 20 година било богато рибом. У језеру је било много кркуше, гргеча, белог амура, пастрмке, пијоре, клена, шарана, лињака, бабушке, златног караша, толстолобика, а задњих неколико година и штуке, сома. Непажњом и немарним понашањем људи који су задужени за чување језера, односно читавог подручја око Власинског језера, у језеру је остало веома мало риба. Неке врсте су потпуно нестале као што је лињак, шаран, кркуша, бели амур. У језеру тренутно има врло мало следећих врста риба: бабушка, шаран, сом, толстолобик, клен, белица и пастрмка. Оваквим газдовањем над језером и оваквим понашањем одговорних људи језеро ће за неколико година остати без рибе.

## Легенда о Власинском језеру

### Водено чудовиште
Пре изградње језера, на том месту се налазио мочварни терен, који је био имитација непрегледне бујне ливаде у којој су нестајали власински коњи, говеда, овце, па чак и непријатељска војска. Тако је у Првом светском рату у Власинској тресави (сада језеру) за тили час у блату нестао цео један бугарски коњички пук. Овако мистично пропадање војске и стоке у Власинско блато (тресаву) било је повод за стварање легенде о необичном џиновском воденом чудовишту. Мит о том необичном воденом (језерском) чудовишту, коме је „одзвонило" после изградње земљане бране 1954. године, каже да је језером царовало чудовиште које је личило на џиновског коња. Од када датира прича о овом воденом феномену – чудовишту, које се скрива у пространим тајанственим дубинама језера, не зна се. Зна се да су старији људи са „сигурношћу" показивали и место где се налази ова авет. Прича се да је та водена неман излазила на живописне обале језера и уништавала добро неговане коње и крда говеда. Становници су предузимали чак и праве крсташке походе да униште неман. Звечке су окупљале народ у моменту када је, на пример, једна „воловодница" (место за парење краве) нестала у чељустима блата. Двадесетак волова, који су безглаво у време парења јурили за кравом, прогутало је блато (Власинско језеро) као да их није ни било. Ово је додавало нове елементе овој мистериозној причи. Причало се да феноменална водена неман живи вековима ту, па се томе додавало још и да је залутала са друге планете, или ју је Бог послао да кажњава оне који му скриве. Ипак се највише веровало да је то нека џиновска праживотиња. Доказивало се да ова авет има чаробну моћ да хитро покупи стоку која пасе око језера, поједе је, тако подмири глад неколико дана мирује на дну језера. Прича о овом језерском чудовишту је остала само прича. После стварања чудновате земљане бране, језеро је преграђено. Прича се да је појављивање воденог чудовишта – воденог бика најављивало победе. Народно предање власинских махала каже да се водени бик неколико пута појављивао - и то увек када су Срби истеривали противнике са своје земље. Приликом ослобођења Србије од Турака појавио се водени бик. Рикао је уочи Првог и Другог светског рата тако снажно да се све тресло, а вода у оном језерцету као да је кључала избијајући са дна. Тада је стогодишњи старац Величко, до тада непокретан, ујутру изашао међу окупљене поред језера и рекао да је „ово добар знак и да је то бик најавио риком".

## Галерија
- Зима на језеру, 2018-2019. година.
- Зима на језеру, 2018-2019. година.
- Зима на језеру, 2018-2019. година.
- Зима на језеру, 2018-2019. година.
- Стара кућа у махали Ђошини
- Остаци старе куће у махали Стевановци
- Власинско језеро у јесење јутро
- Пејзаж изнад језера
- Дрво у махали Попови
- Вегетација у језерској околини
- Источна обала Власинског језера фотографисана из чамца
- Викендица брвнара у околини језера
- Пејзаж са језера
- Викенд насеље
- Зими је језеро често залеђено
- Власинско језеро — поглед из Власине Рида
- Најстарији хотел на Власини међу брезама
- Језеро, лед и снег март 2021.године